# Deliensita
La deliensita és un mineral de la classe dels sulfats. Rep el seu nom del belga Michel Deliens (1939-), del Reial Institut Belga de Ciències Naturals.

## Característiques
La deliensita és un sulfat de fórmula química Fe²⁺(UO₂)₂(SO₄)₂(OH)₂(H₂O)₇. Cristal·litza en el sistema ortoròmbic. La seva duresa a l'escala de Mohs és 2. L'exemplar que va servir per a determinar l'espècie, el que es coneix com a material tipus, es troba conservat al Reial Institut Belga de Ciències Naturals, a Brussel·les, Bèlgica.
Segons la classificació de Nickel-Strunz, la deliensita pertany a «07.EB: Uranil sulfats amb cations de mida mitjana» juntament amb la johannita.

## Formació i jaciments
Va ser descoberta a Mas d'Alary-Village, a la localitat de Lodeva, Erau (Occitània, França). També ha estat descrita a altres dues localitats franceses, Saint-Martin-du-Bois i Gétigné; a algunes localitats de la Regió de Karlovy Vary, a la República Txeca, com per exemple a Jáchymov; a Kővágószőlős, al comtat de Baranya, Hongria; a la vall de Rendena, a la regió de Trentino-Alto Adige, Itàlia; a Quintana de la Serena, a la província de Badajoz, Espanya; i al Red Canyon, al comtat de San Juan, Utah, Estats Units.